# Mykola Bažan
Mykola Platonovyč Bažan (ukrajinsky: Микола Платонович Бажан; 9. října 1904, Kamenec Podolský – 23. listopadu 1983, Kyjev) byl ukrajinský spisovatel, politik a akademik. V dějinách ukrajinské literatury sehrává důležitou úlohu zejména jeho futuristická básnická tvorba z 20. let 20. století.

## Život
Jeho otec byl vojenským kartografem a veteránem Ukrajinské lidové armády (armády Ukrajinské lidové republiky, krátkodobého pokusu o samostatný ukrajinský stát po první světové válce). V roce 1923 promoval na Umaňské družstevní škole a přestěhoval se do Kyjeva, kde studoval nejprve na družstevním institutu a později na institutu zahraničních vztahů. Byl aktivní ve futuristickém literárním hnutí a jeho první báseň vyšla v Kyjevě v roce 1923. Jeho první kniha Sedmnáctá hlídka vyšla v Charkově v roce 1926. Ve stejném roce se oženil s ukrajinskou spisovatelkou Hayjnou Kovalenkovou. Rozvedli se v roce 1938 a on se krátce poté znovu oženil s Ninou Lauerovou.
Během třicátých let se jeho díla stala předmětem kritiky oficiálních orgánů a byla označena jako „antiproletářská“. V roce 1937, kdy kulminovaly represe proti ukrajinským spisovatelům ze strany bolševiků (viz popravené obrození), cítil, že se blíží jeho zatčení. Jen zřídka proto spal doma a skrýval se. V roce 1939 byl nečekaně oceněn Leninovým řádem za překlad epické básně Válečník v tygří kůži od středověkého gruzínského básníka Šota Rustaveliho. Bažan se o tom dozvěděl z novin, když se skrýval před očekávaným zatčením v městském parku v Kyjevě. Nikita Chruščov mu později prozradil, že bylo skutečně nařízeno jeho zatčení, ale Stalinovi se jeho překlad Rustaveliho zalíbil, a proto změnil názor. Bažan se po novinové zprávě o jeho ocenění přestal skrývat a spojil se s úřady, s nimiž zřejmě uzavřel jistou dohodu. Od té doby ho totiž čekala velká kariéra. V roce 1940 vstoupil do Komunistické strany Sovětského svazu a ve stejném roce se stal členem prezidia Svazu spisovatelů Ukrajiny.
Během druhé světové války se stal vojenským reportérem a redaktorem novin Za sovětskou Ukrajinu. V letech 1943-49 byl místopředsedou Rady ministrů Ukrajinské SSR. V roce 1943 vydal knihu Stalingradský zápisník, za kterou v roce 1946 obdržel Stalinovu cenu. Stal se i členem Nejvyššího sovětu Sovětského svazu (1946-1962) a členem Nejvyššího sovětu Ukrajiny (1947-1951, 1963-1983). V letech 1953-1959 vedl Svaz spisovatelů Ukrajiny. V letech 1952-1983 byl členem Ústředního výboru Komunistické strany Ukrajiny. 2. července 1956 nastolil před tímto výborem otázku rehabilitace několika spisovatelů: Hryhorije Epika, Ivana Kulyka či Mykoly Kuliše. Od roku 1957 až do své smrti byl šéfredaktorem Hlavní edice ukrajinské sovětské encyklopedie.